# Волфине
Во́лфине — село в Україні, у Білопільській міській громаді Сумського району Сумської області. До повномасштабного вторгнення населення становило 317 осіб. До 2018 орган місцевого самоврядування — Павлівська сільська рада.

## Географія
Село Волфине розташоване між річками Волфа та Павлівка. На відстані до 1.5 км розташовані села Рогізне, Нескучне та Шпиль. Село знаходиться на кордоні з Росією, на російському боці знаходиться селище Краснооктябрське та село Волфине.
Через село пролягає залізниця, станція Волфине, на якому розташований залізничний пункт пропуску через кордон Волфіне.

## Історія
Раніше село мало назву Безсалівка. За даними перепису Сумського козацького полку в 1685 році стольником Орловим читаємо «…на полпути от Летучевки к Глушкове …деревня Салеевка на реке Волфа. Помещик А. Марков и др. За ним подданных и пришлых 12 дворов… Построена более 15 лет тому назад на землях крыжской сотни…». Але після спорів козаків білопільської та ворожбянської сотень з путивлянами в 1685 році прийшов указ царя Олексія Михайловича… «…всех великоросов с територии слободских поков убрать вместе с имуществом и урожаем за реку Сейм и реку Снагость… все помещения уничтожить»… 12 дворів було спалено. І тільки через 45 років дізнаємось там же про хутір біля пасіки попа Івана Рудівського з села «Лежачі на Попах» (Поповолежачі). На хуторі свою пасіку тримали і білопільські сотники… А в 1765 році хутір отримує в своє володіння «надворний совєтнік» Іван Юдін та дає свою назву — «Волфіно» в честь сусідньої річки Волфи. Понад сто років дєрєвня Волфіно була у володінні Юдіних, а потім землі і маєток продали… Так в кінці ХІХ століття в селі стало два поміщики.
За даними на 1864 рік у власницькому селі Волфине (Безсалівка) Сумського повіту Харківської губернії мешкало 254 особи (126 чоловічої статі та 128 — жіночої), налічувалось 28 дворових господарств.
Революція 1917 року дуже не потрясла Волфіно. Жили дружно, бо в окрузі їх інколи називали «кійошниками», тобто все село могло само за себе «постояти». А вже після громадянської війни в деревні появились ярі прихильники нової влади. Один із них став першим головою новоствореної сільської ради в селі Іскрисківщина, та приклав максимум зусиль, щоб знищити церкву в Іскрі. При допомозі НКВД це йому вдалося, але… і самому І. М. Сенченку довелося через рік скласти голову на смоленщині…
Село постраждало внаслідок геноциду українського народу, проведеного урядом СССР 1923—1933 та 1946–1947 роках.
12 червня 2020 року, відповідно до розпорядження Кабінету Міністрів України № 723-р «Про визначення адміністративних центрів та затвердження територій територіальних громад Сумської області», село увійшло до складу Білопільської міської громади.
19 липня 2020 року, в результаті адміністративно-територіальної реформи та ліквідації Білопільського району, село увійшло до складу новоутвореного Сумського району.

#### Російське вторгнення в Україну (з 2022)
Внаслідок повномасштабного вторгнення, ⁣ село перестало існувати. Останній житель виїхав у жовтні 2023 року. “Такі села, як Волфино, Шпиль, Катеринівка – жодної людини там на сьогодні немає. Волфино цілком знищене, Шпиль також зруйнований".
19 березня 2024 року село двічі потрапило під обстріл російським агресором. Обстріли велися зі ствольної артилерії, мінометів 120 і 82 мм, танків.
14 липня 2024 року село обстріляли російські агресори. Зафіксовано 2 вибухи, ймовірно скид ВОГ з БПЛа.
28 липня 2024 року село знову обстріляли російські агресори. Зафіксовано 5 вибухів, ймовірно міномет 82 мм.
29 липня 2024 року населений пункт вчергове обстріляли російські війська. Зафіксовано 3 вибухи, ймовірно міномет 82 мм.
1 серпня 2024 року село знову обстріляв російський агресор. Зафіксовано 4 вибухи, ймовірно міномет 82 мм.
3 серпня 2024 року російські війська знову обстріляли село. Зафіксовано 3 вибухи, ймовірно ФПВ-дрон; 2 вибухи, ймовірно скид НВП з БПЛа.
10 серпня 2024 року село знову зазнало ворожих російських атак. Як повідомили в оперативному командуванні «Північ» зафіксовано 3 вибухи, ймовірно 82-мм міномет.
11 серпня 2024 року село вчергове обстріляв агресор. Як повідомили в оперативному командуванні «Північ» зафіксовано 4 вибухи, ймовірно міномет 82 мм.
26 серпня 2024 року російські загарбники продовжували обстрілювати прикордонні території Сумської області. Зокрема в селі зафіксовано  11 вибухів, ймовірно міномет 82 мм.  
27 серпня 2024 року оперативне командування «Північ» інформує про обстріли села. Зафіксовано 1 вибух, ймовірно міномет 120 мм.